# Маријска митрополија
Маријска митрополија (рус. Марийская митрополия) митрополија је Руске православне цркве.
Образована је одлуком Светог синода од 6. октобра 2017, а налази се у оквиру граница Републике Мариј Ел. У њеном саставу се налазе двије епархије: Јошкаролинска и Волшка.